# Pachythone distigma
Pachythone distigma is een vlindersoort uit de familie van de prachtvlinders (Riodinidae), onderfamilie Riodininae.
Pachythone distigma werd in 1868 beschreven door H. Bates.